# Plocaederus rugosus
Plocaederus rugosus är en skalbaggsart som först beskrevs av Olivier 1795.  Plocaederus rugosus ingår i släktet Plocaederus och familjen långhorningar. Inga underarter finns listade i Catalogue of Life.